# Prolagus italicus
Prolagus italicus (італійська піка) — вимерлий вид родини Prolagidae ряду Зайцеподібні. Вид існував у пліоцені в Європі. Скам'янілі рештки виду знайдені у Центральній Італії.